# Armand Marc de Montmorin Saint-Hérem
Pour les articles homonymes, voir de Montmorin et Montmorin.
Armand Marc, comte de Montmorin Saint-Hérem, né au château de la Barge, à Courpière, le 13 octobre 1745, et mort à Paris, dans la prison de l'Abbaye, le 2 septembre 1792 lors des massacres de Septembre, est un homme politique français.

## Biographie
Après avoir été ambassadeur du Roi de France en 1774 auprès de Clément Wenceslas de Saxe, électeur de Trèves, oncle maternel de Louis XVI, le comte de Montmorin est envoyé de 1778 à 1784 en poste à Madrid comme ambassadeur, où il est notamment chargé de négocier l'entrée en guerre du royaume d'Espagne aux côtés de la France et des insurgents nord-américains, contre le royaume d'Angleterre.
Sa mission, menée avec ténacité, vient à bout des réticences du vieux roi Charles III d'Espagne (1716-1788) et du gouvernement espagnol (le marquis de Sonora) qui craignaient à juste titre que les aspirations des colons anglais à l'indépendance se propagent dans leurs colonies sud-américaines. Le 12 avril 1779, le traité d'alliance est signé à Aranjuez.
L'intérêt du comte de Montmorin pour la question américaine perdure bien après son ambassade à Madrid si l'on en croit les mémoires de l'agent américain Gouverneur Morris, ambassadeur des États-Unis à Paris sous la Révolution, qui relate ses nombreux contacts avec Montmorin dans le but de développer les échanges commerciaux entre les deux nations.
En 1784, à la demande du Contrôleur général des finances Calonne, il remplace le marquis d'Aubeterre au poste de commandant en chef en Bretagne. Il devient ensuite ministre des Affaires étrangères de Louis XVI, le 12 février 1787, puis secrétaire d'État à la Marine, par intérim du 25 août au 24 décembre 1787 (en attendant que César Henri de La Luzerne, alors gouverneur général des Isles sous-le-vent, rentre à Paris).
Renvoyé le 12 juillet 1789 en même temps que Necker, il est rappelé après la journée du 14 juillet 1789.
On peut le qualifier de « monarchiste », c'est-à-dire de contre-révolutionnaire modéré, convaincu qu'il est de la nécessité d'accepter certaines réformes pour sauver la monarchie.
Pendant son ministère, il met sur pied, avec Mirabeau, le fameux « atelier de police » dont Danton est l'un des agents.
Sorti du ministère le 20 novembre 1791, il forme avec Malouet, Molleville et quelques autres une police secrète dénoncée par le journaliste Carra dans son journal, les Annales patriotiques et littéraires, sous le nom de comité autrichien.
Après le 10 août 1792 et l'incarcération de la famille royale, il essaie de se cacher, mais est découvert et envoyé en prison. Jugé par le tribunal le 17 août et à nouveau emprisonné, il est massacré par un groupe de révolutionnaires, le 2 septembre 1792.
En 1781, il avait acheté à Paris un hôtel particulier, rue Plumet, aujourd'hui rue Oudinot, qui depuis a gardé le nom d'hôtel de Montmorin et abrite aujourd'hui le ministère des Outre-mer.
Le 21 octobre 1790, il avait vendu l'ancienne châtellenie  de Gaillefontaine, héritée de sa mère, à M. du Ruey.

### Famille
Armand-Marc de Montmorin Saint Hérem est le fils d'Armand-Gabriel de Montmorin de Saint-Herem, capitaine au régiment de Noailles, lieutenant général pour le Roi au gouvernement de Verdun, menin du Dauphin, et de Catherine-Marie Le Gendre de Collandres, dame de la châtellenie de Gaillefontaine.
Petit-fils de Joseph-Gaspard de Montmorin de Saint-Hérem, officier, puis entré dans les ordres et  devenu évêque d'Aire, il est issu d'une ancienne famille de la noblesse d'Auvergne, éteinte au XIXe siècle dans la maison d'Aurelle, qui en a relevé le nom.
Il est aussi l'arrière-petit-fils de Marc René de Voyer de Paulmy, marquis d'Argenson, garde des sceaux de France de 1718 à 1720.
Il épouse en 1763 sa cousine germaine Françoise de Tane (1741-1794), fille d'Antoine, comte de Tane, et de Marie-Louise-Alexandrine de Montmorin.
Françoise de Tane et son fils sont recueillis au début de la Révolution en Bourgogne par Antoine Mégret, comte de Sérilly (fils d'Antoine), et son épouse Anne-Louise de Domangeville. Arrêtés, ils sont finalement guillotinés le 10 mai 1794 avec leur protecteur, dans la même charrette que Madame Élisabeth, sœur du roi.
Quatre enfants sont issus de ce mariage :
- Hugues Calixte de Montmorin, officier de chasseurs, né à Versailles en 1772, guillotiné le 10 mai 1794, le même jour que sa mère ;
- Guy de Montmorin, mort accidentellement à l'île Bourbon en 1796 ;
- Victoire Marie Françoise de Montmorin, dame de Madame Victoire de France, fille du Roi Louis XV. Morte en prison pendant la Révolution, elle épousa en 1784 César Guillaume, comte de La Luzerne (1763-1833), fils de César Henri, comte de La Luzerne, ministre de la Marine du Roi Louis XVI, et de Marie-Adélaïde Angran d'Alleray. De ce mariage, sont issues deux filles. Victoire est connue aussi pour sa relation avec Charles-Michel de Trudaine (1766-† guillotiné le 26 juillet 1794 alias le 8 thermidor an II, avec son frère aîné Charles-Louis, l'époux de Mme Trudaine, à la veille de la chute de Robespierre ; deux petits-fils de Daniel-Charles[12]), dont elle eut une fille en 1793, Elisa Bouvard de Fourqueux (1793-1867 ; Postérité ; son nom vient de sa grand-mère paternelle, la mère donc de Charles-Michel et de Charles-Louis : Rosalie Bouvard de Fourqueux)[13],[14]. Victoire ne fut pas condamnée à mort car elle avait sombré dans la folie. Soutenue dans sa captivité par la comtesse de Sérilly, qui, elle aussi, avait de peu échappé à la guillotine, elle se laissa mourir, tandis que son amant, Charles Michel de Trudaine, fut guillotiné quelques semaines plus tard le même jour que son frère Charles-Louis, et un jour après leur ami, le poète André Chénier ;
- Marie Michelle Françoise Pauline de Montmorin (1768-1803), mariée le 25 septembre 1786 avec Christophe François, comte de Beaumont d'Auty, Séparée de son époux, elle est connue pour avoir été le grand amour de François-René de Chateaubriand, avant de mourir prématurément de la tuberculose, sans postérité.